# Otto Jonas Bjørnsee
Otto Jonas Bjørnsee (født 29. marts 1682 i København, død 1. oktober 1760 i Christiania) var en dansk officer.
Han deltog i sin ungdom i de danske Hjælpetroppers felttog i Brabant og Flandern. Han blev kaptajnløjtnant 1711 ved Prins Carls gevorbne Infanteriregiment, tog senere del i Den Store Nordiske Krig i Mecklenburg, Pommern og Norge og stod fra 1718 ved Akershusiske Infanteriregiment. Ved denne afdeling blev han stående, indtil han 1744 blev oberst og kommandant på Akershus fæstning. 1756 blev han generalmajor. Han blev gift 1729 med Anna Maria Griis, enke efter købmand Johan Jørgensen Brøgger. Hun var født 13. marts 1692 og var en datter af rådmand Christen Eskildsen Griis i Christiania og Kirsten Leuch. Bjørnsee døde 1. oktober 1760 i Christiania, og hans enke 14. februar 1770.